# شهریور ۱۳۸۶
شهریور ۱۳۸۶، ششمین ماه سال ۱۳۸۶ (خورشیدی) هجری خورشیدی است.
آغاز آن پنجشنبه: ‌۱ شهریور ۱۳۸۶ (۲۳ اوت ۲۰۰۷ میلادی)

## درگذشتگان
- ؟ شهریور - ابراهیم مدرسی، نویسنده و تاریخ نگار (زاده ۱۲۹۷)
- ۵ شهریور - گریگوری مارک، هنرپیشه سینما (زادهٔ ۱۳۰۴)
- ۵ شهریور - مارکو گریگوریان، نقاش و بازیگر ارمنی تبار (زاده ۱۳۰۴)
- ۸ شهریور - محمود بهزاد، مترجم، دارو ساز، زیست‌شناس و دانشمند (زاده ۱۲۹۲)
- ۱۱ شهریور - ژانت میخائیلی، تصویرگر کتاب‌های آموزشی کودکان، نوجوانان و دانش‌آموزان (زاده ۱۳۱۵)
- ۲۵ شهریور - سید مرتضی عسکری، پژوهشگر تاریخ اسلام و حدیث‌شناس (زاده ۱۲۹۳)
- ۳۱ شهریور - پریدخت اقبال‌پور، بازیگر (زاده ۱۳۲۰)